# Лаймен (Юта)
Лаймен (англ. Lyman) — місто (англ. town) в США, в окрузі Вейн штату Юта. Населення — 196 осіб (2020).

## Географія
Лаймен розташований за координатами 38°23′47″ пн. ш. 111°35′22″ зх. д. / 38.39639° пн. ш. 111.58944° зх. д. (38.396461, -111.589306).  За даними Бюро перепису населення США в 2010 році місто мало площу 4,88 км², уся площа — суходіл.

## Демографія
Згідно з переписом 2010 року, у місті мешкало 258 осіб у 85 домогосподарствах у складі 69 родин. Густота населення становила 53 особи/км².  Було 106 помешкань (22/км²).
Расовий склад населення:
| - 88,8 % — білих - 0,4 % — азіатів - 5,4 % — осіб інших рас |

До двох чи більше рас належало 5,4 %. Частка іспаномовних становила 7,8 % від усіх жителів.
За віковим діапазоном населення розподілялося таким чином: 32,9 % — особи молодші 18 років, 53,9 % — особи у віці 18—64 років, 13,2 % — особи у віці 65 років та старші. Медіана віку мешканця становила 30,8 року. На 100 осіб жіночої статі у місті припадало 120,5 чоловіків;  на 100 жінок у віці від 18 років та старших — 119,0 чоловіків також старших 18 років.
Середній дохід на одне домашнє господарство  становив 65 209 доларів США (медіана — 42 083), а середній дохід на одну сім'ю — 67 589 доларів (медіана — 43 333). Медіана доходів становила 36 667 доларів для чоловіків та 24 688 доларів для жінок. За межею бідності перебувало 3,9 % осіб, у тому числі 0,0 % дітей у віці до 18 років та 25,5 % осіб у віці 65 років та старших.
Цивільне працевлаштоване населення становило 151 особа. Основні галузі зайнятості: освіта, охорона здоров'я та соціальна допомога — 27,8 %, мистецтво, розваги та відпочинок — 9,9 %, сільське господарство, лісництво, риболовля — 9,9 %.